# As the Love Continues
As the Love Continues es el álbum número diez de la banda de post rock Mogwai, lanzado el 19 de febrero del 2021 por Rock Action Records en el Reino Unido y Europa, y por Temporary Residence Limited en los Estados Unidos.
El lanzamiento en el Reino Unido marcó el aniversario número 25 desde el primer single de la banda, "Tuner/Lower". Previamente fue lanzado el sencillo "Dry Fantasy" y el streaming de un concierto en vivo reproduciendo el disco completo. 

## Lista de canciones
| N.º | Título                                          | Duración |  |
| 1.  | «To the Bin My Friend, Tonight We Vacate Earth» | 5:09     |  |
| 2.  | «Here We, Here We, Here We Go Forever»          | 4:45     |  |
| 3.  | «Dry Fantasy»                                   | 5:10     |  |
| 4.  | «Ritchie Sacramento»                            | 4:12     |  |
| 5.  | «Drive the Nail»                                | 7:14     |  |
| 6.  | «Fuck Off Money»                                | 5:53     |  |
| 7.  | «Ceiling Granny»                                | 3:58     |  |
| 8.  | «Midnight Flit»                                 | 6:08     |  |
| 9.  | «Pat Stains»                                    | 6:55     |  |
| 10. | «Supposedly, We Were Nightmares»                | 4:36     |  |
| 11. | «It's What I Want to Do, Mum»                   | 7:23     |  |

## Recepción
As the Love Continues  ha encontrado elogios por parte de la crítica y los fans de la banda. El álbum entró a los rankings del Reino Unido en la posición número 1 durante su primera semana de lanzamiento, una posición que la banda llamó "totalmente surreal".